# ناحیه ملتان
ناحیه ملتان (به انگلیسی: Multan District) یکی از ناحیه‌های پاکستان در پاکستان است که در پنجاب واقع شده‌است. ناحیه ملتان ۳٬۷۲۱ کیلومتر مربع مساحت و ۴٬۷۴۵٬۱۰۹ نفر جمعیت دارد.